# 사에코
사에코(紗栄子, 1986년 11월 16일 ~ )는 일본의 배우이며, 탤런트이다. 본명은 도큐 사에코(道休冴子)이다.
2006년 4월에 와세다 대학 인간정보과학과에 입학했다. 2007년에 일본 프로 야구 퍼시픽 리그 팀 홋카이도 닛폰햄 파이터스의 투수 다르빗슈 유와 교제 6개월 만인 2007년 10월 임신사실과 함께 결혼 발표를 했고, 2008년에 장남, 2010년에 차남이 태어났으나 2011년부터 별거에 들어갔고 2012년 1월 다르빗슈가 텍사스 레인저스에 입단한 날 합의 이혼하였다.(4년 2개월 결혼생활에 결국 마침표를 찍고, 양측은 두 아이 양육권을 사에코가 가지며 위자료는 없는 것으로 합의 이혼했다.)

## 출연

### 드라마
- 드래곤 사쿠라 (2005) - 조연 - 코바야시 마키 役
- 맛있는 프로포즈 (2006) - 주연 - 아사쿠라 미치루 役
- 슈가 앤 스파이스 - 풍미절가 (2006) - 조연 - 사에 役
- 노다메 칸타빌레 (2006) - 조연 - 사쿠 사쿠라 役
- 굿잡 (2007)
- 호텔리어 (2007) (한국 '호텔리어' 리메이크 作) - 주연 - 김윤희(송혜교) 役

### 영화
- 착신아리 (2004) - 단역
- NANA (2005) - 단역 - 사치코 役
- 백댄서즈! (2006) - 주연 - 아이코 役
- 클로즈드 노트 (2007) - 조연
- 용이 간다 (2007) - 조연 - 유이 役
- 가치☆보이 (2008) - 주연
- 걸리마마(Girly mama) (2012) - 주연